# By the Way (canção)
"By the Way" é o primeiro single do álbum homônimo By the Way da banda Red Hot Chili Peppers, lançado dia 9 de julho de 2002. A canção foi um hit mundial, conseguiu boas posições em vários gráficos de popularidade do mundo, sendo a sexta canção da banda californiana a chegar na primeira posição do Modern Rock Tracks, da revista Billboard.
By the Way ocupa o posto #52 das 100 melhores canções do século XXI da revista Rolling Stone.

## Videoclipe
O videoclipe da canção foi dirigido por Jonathan Dayton e Valerie Faris. O vídeo começa com Anthony pedindo um táxi. Ele entra no táxi e um taxista (interpretado por Dave Sheridan) percebe que seu passageiro é Anthony e então coloca uma cópia do single "By the Way" no CD player do carro para o agradar. O taxista tranca a porta e começa a conduzir o veículo muito rápido pela cidade.

## Faixas
CD single (2002)
1. "By the Way (álbum)" – 3:35
2. "Time (não lançada)" – 3:47
3. "Teenager in Love (não lançada)" – 3:01

Versão 2 (2002)
1. "By the Way (álbum)" – 3:35
2. "Search and Destroy (ao vivo)" – 12:13
3. "What Is Soul? (ao vivo)" – 3:58

Versão 3 (2002)
1. "By the Way (álbum)"
2. "Time (não lançada)"
3. "Search and Destroy (ao vivo)"

Versão 4 (2002)
1. "By the Way (álbum)" - 3:35
2. "Time (não lançada)" - 3:47
3. "Teenager in Love (não lançada)" - 3:01
4. "Search and Destroy (ao vivo)" - 12:13

Single 7" (2009)
1. "By the Way (álbum)"
2. "Time (não lançada)"

DVD (2002)
1. "By the Way" (vídeo) – 3:36; dirigido por Jonathan Dayton e Valerie Faris
2. "Obsessive, Compulsive, Psychologically, Misarranged Cabdriver/Fan (aka the making of "By the Way")" – 13:45; dirigido por Byron Shaw and Bart Lipton for Brown & Serve
3. "By the Way" (versão performance) – 3:36

## Posição nas paradas
| Gráfico (2002)         | Melhor posição |
| ---------------------- | -------------- |
| Billboard Hot 100      | 34             |
| Modern Rock Tracks     | 1              |
| Mainstream Rock Tracks | 1              |
| UK Top 40              | 2              |